# Sport Vereniging Transvaal
L'Sport Vereniging Transvaal és un club de futbol surinamès de la ciutat de Paramaribo.

## Palmarès
- Lliga surinamesa de futbol: 19 
  - 1925, 1937, 1938, 1950, 1951, 1962, 1965, 1966, 1967, 1968, 1969, 1970, 1973, 1974, 1990, 1991, 1996, 1997, 2000
- Copa surinamesa de futbol: 3 
  - 1996, 2002, 2008
- Copa President de Surinam de futbol: 2 
  - 1997, 2008
- Copa de Campions de la CONCACAF 2
  - 1973, 1981